# Slobidka, Novhorod-Siverskîi
Slobidka (în ucraineană Слобідка) este un sat în comuna Blîstova din raionul Novhorod-Siverskîi, regiunea Cernihiv, Ucraina.

## Demografie
Componența lingvistică a localității Slobidka
     Ucraineană (99,73%)
     Alte limbi (0,27%)
Conform recensământului din 2001, majoritatea populației localității Slobidka era vorbitoare de ucraineană (99,73%), existând în minoritate și vorbitori de alte limbi.